# Stuart Manley
Stuart Manley (Mountain Ash, 15 januari 1979) is een professioneel golfer uit Wales. 

## Amateur
In 2001 had Manley handicap +2.  Met een score van 60 slagen vestigde hij een nieuw baanrecord op  Mountain Ash, dit record is tot nu toe nog niet verbroken. Van 2001-2003 zat Manley in de nationale selectie. Met een 4-jarige studiebeurs studeerde hij aan de universiteit van West-Florida. 

#### Overwinningen
- 2003: Welsh Amateurkampioenschap

#### Teamdeelnamen
- Walker Cup: 2003 (winnaar)
- Palmer Cup: 2002
- European Youths' Team Championship: 2000
- Europees kampioenschap voor amateurteams: 2003

## Professional
Eind 2003 werd Manley professional waar hij aanvankelijk uitkwam op de Challenge Tour. Eind 2004 nam Manley deel aan de Qualifying School van de Europese PGA Tour waar hij zijn tourkaart kon bemachtigen voor de Europese PGA Tour voor 2005. Hier kon hij zijn prestaties echter niet bevestigen zodat Manley in 2006 en 2007 terug uitkwam op de Challenge Tour. Nadien speelde Manley afwisselend op de Europese PGA Tour, de Challenge Tour en de PGA EuroPro Tour. In 2013 was Manley de winnaar van de Finnish Challenge op de Challenge Tour. Eind 2013 speelde hij de World Cup in Melbourne, en maakte hij een hole-in-one op hole 3. Op de volgende hole liet hij echter een score van 11 optekenen.
In 2017 kon Manley zich kwalificeren voor The Open Championship, zijn eerste major, waar hij de cut niet kon halen. In 2018 behaalde hij met winst op de Hauts de France Golf Open zijn tweede toernooizege op de Challenge Tour. In 2021 was Manley de beste op de Euram Bank Open en in 2023 won hij de Blot Open de Bretagne.

### Overwinningen
| Jaar  | Toernooi                      | Tour                 |
| ----- | ----------------------------- | -------------------- |
| 2012  | PGA Kampioenschap (Wales)     | -                    |
| 2012  | Eagle Orchid Scottish Masters | Jamega Pro Golf Tour |
| 2013  | Finnish Challenge             | PGA EuroPro Tour     |
| 2013  | Burnham & Berrow              | Jamega Pro Golf Tour |
| 2018  | Hauts de France Golf Open     | Challenge Tour       |
| 2021  | Euram Bank Open               | Challenge Tour       |
| 202 3 | Blot Open de Bretagne         | Challenge Tour       |

### Teamdeelnamen
World Cup: 2013, 2016, 2018